# 武内おと
武内 おと（たけうち おと、1994年11月7日 - ）は、日本の女優・モデル。静岡県出身。シュルーモデルエージェンシー所属。

## 人物
身長は164cm。スリーサイズは87cm・60cm・88cm。
特技は歌と絵(特にアクリル画を得意とする)。ギターの弾き語りも度々披露している。他にもピアノを幼稚園から、ドラムを小学5年生から、軟式テニスを小学4年生から習っていた。
自動車、自動二輪、保育士、幼稚園教諭の免許、英検2級を持つ。
アパレルブランドBEAMSとのコラボや、
映画やドラマなどの絵画提供及び技術指導にも携わり
クリエイターとしても活躍中。
秩父銘仙大使を務める。

## 出演

### 映画
- 空を歩く鳥（2018年、松本千晶監督） - 主演 前島梨沙 役
- 想像だけで素晴らしいんだ（2019年、アベラヒデノブ監督） - 田中カオリ役[6]
- 2nd Memories（2019年、小椋久雄監督） - 桃子役
- ブレス（2019年、新波涼太.門馬直人監督） - 土屋役
- CHANGE!!!!（2019年、石井かつあき監督） - おと役
- 左様なら（2019年、石橋夕帆監督） - 木下恵里奈 役[7]
- 横浜中華街映画祭  いったん（2021年、ホンマカズキ監督） - ヒロイン役
- ワンピースを着ていなくても（2022年12月、中山佳香監督） - 七海役
- この小さな手（2023年4月、中田博之監督）- 吉野弘美役
- カジュアル☆タイムマシーン（2023年6月、小林でび監督）- 主演
- ブルーイマジン（2024年3月、松林麗監督）- 根岸日奈子役[8]
- 雨とひかり（2024年、桜屋敷知直監督） - ヒロイン 朝光ゆかり役[9]
- EXTREME FLASHBACKER （2024年、原風海也監督) - 主演  かえで役

### TV・ドラマ
- 痛快TVスカッとジャパン（CX）
  - 「名前をイジってくる課長」（2016年） - サオリ 役
  - 「仲直りスカッと」（2018年） - 坂上智子 役
- カインとアベル（CX、2016年） - レギュラー社員 役
- パナソニックホームズ webドラマ「毎日のときめきが、一歩を進む力をくれる」篇　メイン　（2018年）
- 神ノ牙-JINGA-（TOKYO MX.BS11.hulu等、2018年）「episode01」 - 理緒 役
- Netflixドラマ followers（2020年、蜷川実花監督） - ナナコ役
- YouTubeドラマ マチアイ（2021年、岡崎育之介監督） - 楓役
- エルピス-希望、あるいは災い-（2022年 10月24日 - 、関西テレビ・フジテレビ系 ）-  樋口彩音役
- 私と夫と夫の彼氏（2023年 5月31日 - 、テレビ東京 ）- 加奈子役
- たそがれ優作（2023年 11月11日 - 、BSテレ東 ）- 萩尾葉子役

### TVCM
- マクドナルド「ロコモコバーガー」メイン（2017年）
- セブン&アイ・ホールディングス「Ario」メイン（2017年 - 2018年）
- アサヒ「新・三ツ矢サイダー」（2017年）
- キッコーマン「おいしいって、金メダル」メイン（2017年 - 2018年）
- 学情「学情　Re就活　カラオケ」篇 TVCM（2018年）
- SUZUKI 「ソリオ・ソリオバンディッド」（2018年）
- 龍角散 のど飴 「応援するのどに」篇 メイン（2017 - 2019年）
- NEC「Bio-IDiom」メイン　（2018年）
- ローソン「まちカフェ」篇　メイン　（2019年）
- SUZUKI　「XBEE」（2020年）
- モスバーガー 「マッケンチーズ&コロッケ」（2021年）
- 大阪屋ショップ 「アウトライン」メイン（2021年）
- ソフト技研 「YubiOn」メイン（2021年）
- osharewalker 「オシャレウォーカー行進曲」 （2021年）
- 幸楽苑 「朝ラー」 メイン（2021年）
- 大阪屋ショップ 「秋の味覚」メイン（2021年）
- みんチャレ 「孤独じゃない」メイン（2021年）
- 大阪屋ショップ 「冬は鍋だ」メイン（2021年）
- RICOH 「リコーのデジタルパッと済む」ってなんだ！？」メイン（2022年）
- ブラックニッカ 「はじめましてブラックニッカ」メイン（2022年）
- AEON 「セリアント」（2022年）
- マクドナルド 「グラコロは寝て待て」（2022年）
- fondesk 「代表電話 誰が出るのか」メイン (2023年)
- 静岡銀行 「セレカ」メイン (2023年)
- AdobeAcrobat 「あなたのビジネスを、もっと Acrobatに。」メイン (2023年)
- 大阪屋ショップ 「射水店オープン予告CM」メイン (2023年)
- アイシティ 「瞳の特別授業」「考える安村さん」「レンズを変えたら変わるかも」「コンタクト座談会」（2024年）

### webCM
- パナソニック「大型ディスプレイ」（2016年 - 2017年）
- YAMAHA×フレデリック コラボ　125ccバイク訴求PV メイン（2016年 - 2017年）
- LINE「LINE WORKS」　メイン（2017年）
- ほけんの窓口 メイン（2018年）
- docomo「あなたがいなきゃ、があるしごと」（2018年）
- ニベア花王 8×4 ワキ汗EX 「onも、offも」「Why can I say EX?」 メイン　（2018年）
- プレティア サラと謎のハッカークラブ メイン（2018年）
- THE NORTH FACE  「outdoor」 メインビジュアル　（2019年）
- 花王ビオレ  「さらさらパウダーシート」 メイン（2019年）
- LINE バイト「採用編」 メイン（2019年）
- Repro 「パートナーとして伴走」「実績の高さが魅力」 タクシー等交通広告 （2021年）
- ケロッグ 「ソイプロテイングラノラバー」 メイン（2021年）
- 出光興産 「ピットインプラス待つのが嫌い」 メイン（2021年）
- シャイニングニキ （2022年）
- NHK （2022年）
- with「Frequency of Love」（2022年）
- アルピコ交通 「さわやか信州号」 メイン（2022年）
- PLAY 「情熱」（2023年）
- SHISEIDO MEN 「教わる父」（2024年）

### still・広告
- 東芝「医療機器」（2016年 - 2017年）
- アース製薬「モンダミン」　メイン　web（2016年 - 2017年）
- テラスモール湘南 web.交通広告 メインビジュアル（2019年）
- THE NORTH FACE  「outdoor」 メインビジュアル カタログ（2019年）
- Paseo   「Fashion Summert」 マガジン.ポスター メインビジュアル（2019年）
- NOLTY メインビジュアル（2019.2020年）
- BEAMS. モデル（2020年）
- 明治 ビジュアルモデル（2020年）
- 無印良品 メインビジュアルモデル（2021年）
- EXITプロデュース H.W.G  メインビジュアル（2021年）
- 中野製薬 enu メインビジュアル　（2021年）
- 信濃毎日新聞社 「Re:Search(新聞15段連載 vol.1〜6)」 メインビジュアル（2021年）
- ZUCCa モデル（2021年）
- asusl モデル（2021年）
- ASTIGU×花盛友里 ビジュアルモデル（2022年）
- レオパレス21 レオネット ビジュアルモデル（2022年）
- NOLTY メインビジュアル（2022.2023年）
- EDWIN Lee モデル（2022年）
- chantacharm モデル（2023年）
- JOYFIT メインビジュアル（2023年）
- SHISEIDO your song メインビジュアル （2024年）上田義彦撮影

### MV
- ベイビーレイズJAPAN 「閃光Believer」（2016年）
- But by Fall 「Welcome to My Broken Heart」（2016年）
- B1A4「好きだからしょうがない」（2017年）
- MEME(ケラケラ)「自分いじめ禁止の歌」（2017年）
- THE TOKYO「アンラッキーエンジェル」（2017年）
- ルンヒャン「ティッシュマンズ」（2017年）
- Unblock「午前二時」（2018年）
- モマーモッツ「シャン」（2018年）
- UNISON SQUARE GARDEN 「Catch up, latency」（2018年）
- POLTA 「さいごのドライブ」（2019年）
- For Tracy Hyde　「New Young City」　ジャケットモデル（2019年）
- 3markets[ ]「さよならスーサイド」（2019年）
- Kiara Yui　「飛沫」（2019年）
- 半﨑美子「布石」（2020年）
- Saucy Dog「結」（2020年）
- For Tracy Hyde「水と眠る(パソコン音楽クラブremix)」　ジャケットモデル（2020年）
- 入江陽「週末」（2020年）
- LACCO TOWER「罪」（2021年）
- Clean Bandit「Higher feat. iann dior」（2021年）
- SUPER BEAVER「愛しい人」（2021年）
- 荒井真珠「KOE」（2022年）
- アカラカイ「冬色ワンルーム」（2023年）

### 雑誌
- ナツメ社「食育ガイド＆おたよりデータ集」
- ハースト婦人画報社「美しいキモノの振袖美人2018」 最新振袖ヘアカタログ（2017年）
- 朝日新聞出版「アサヒカメラ」 （2017年、撮影・鈴木達朗）
- 写真集 「VoidTokyo ZINE vol.2」（2017年、撮影・鈴木達朗）
- カタログ SOGA「はかまで彩る卒業式」（2017年）
- 玄光社 フォトテクニックデジタル」 （2018年、撮影・黒田明臣）
- 山本春花写真集 「乙女グラフィー」 表紙、撮りおろし （2018年）
- 株式会社サイゾー「月刊サイゾー」 取材、撮影（2018年）[10]
- RICE.press 「茶ガール Vol.34」 インタビュー（2019、撮影・石田真澄）[11]
- MEKO MOOK「ちちぶ MAGAZINE 第3号 (秩父をもっと楽しもう)」 表紙、巻頭グラビア藤代冥砂 × 武内おと Special Photo Shooting（2019年）
- 小学館 maybe! vol.9 インタビュー（2020年）
- 小学館 maybe! vol.10 インタビュー.Baby-Gコラボ （2020年 撮影・向後真孝）
- 少年画報社 ヤングキング 巻頭グラビア （2023年）
- 文藝春秋 SHISEIDO メインビジュアル（2024年 撮影・上田義彦)

### 絵画提供
- 短編映画 サントリー”なっちゃん” × SHISHAMO「またね」コラボ（松本花奈監督）
- なかむらしんたろうを拡張する展示
- beams × 武内おと コラボ Tシャツ販売
- ドラマ「私と夫と夫の彼氏」テレビ東京